# シニヨン

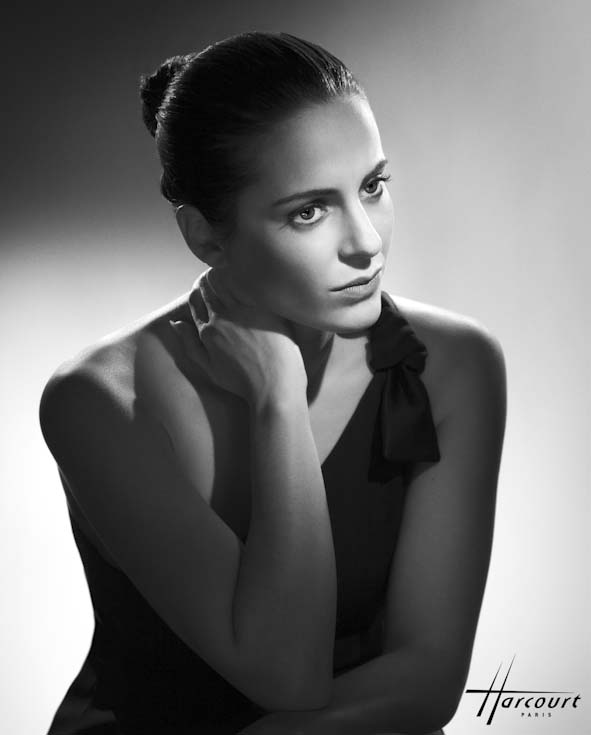
シニヨン（お団子）のオドレイ・ダナ

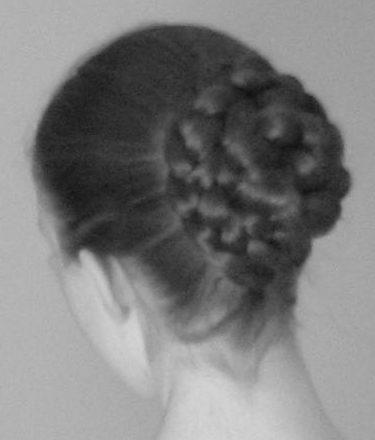
後頭部のお団子型のシニヨン

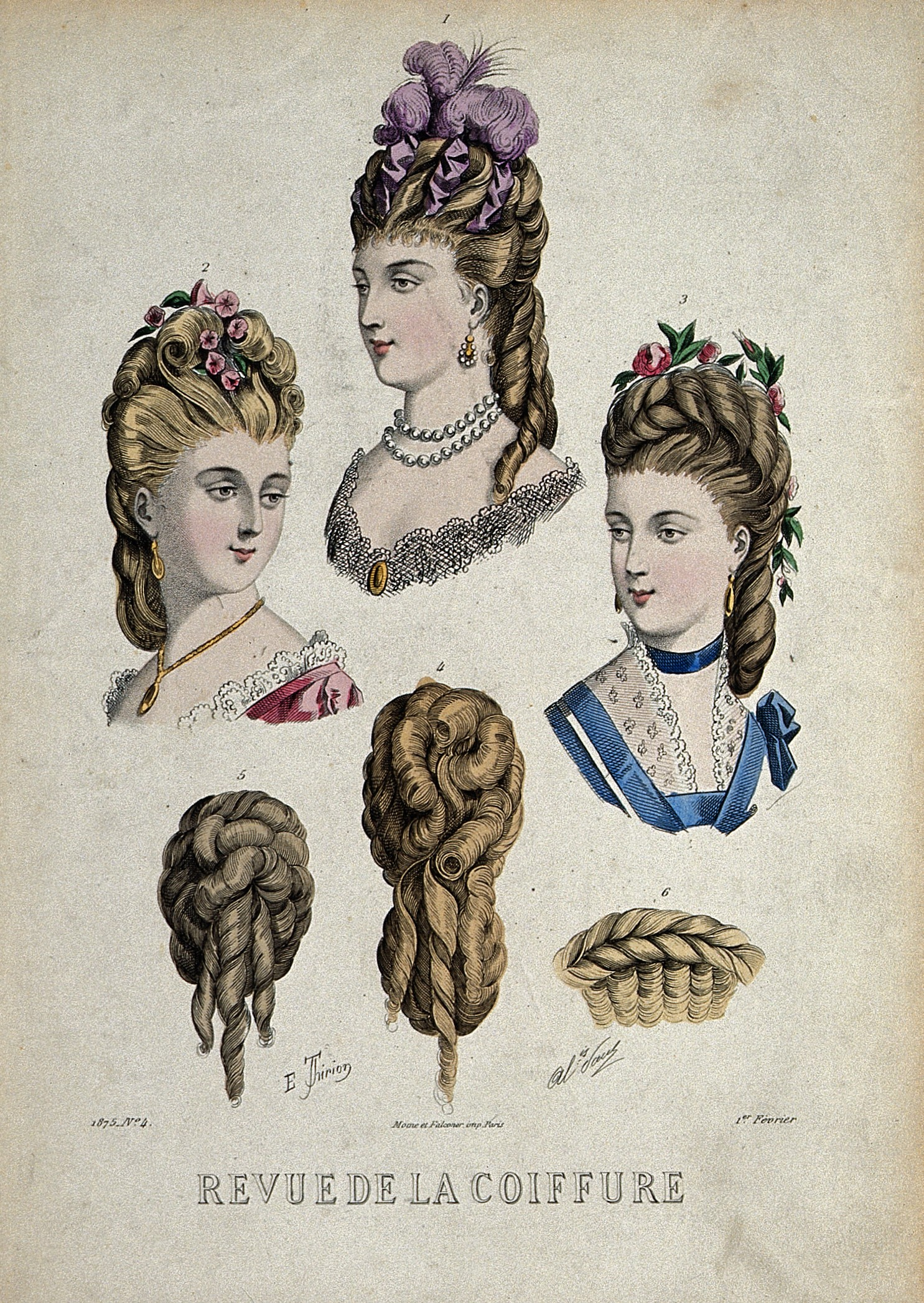
ヨーロッパにおける各時代のシニヨン

シニヨン（フランス語: chignon、シニョンとも）とは、束ねた髪を横や後頭部でまとめた髪型のことである。ポニーテールを丸くまとめた形をしている。その形状からお団子（ヘア、頭）と呼ばれることも多い。

## 概要

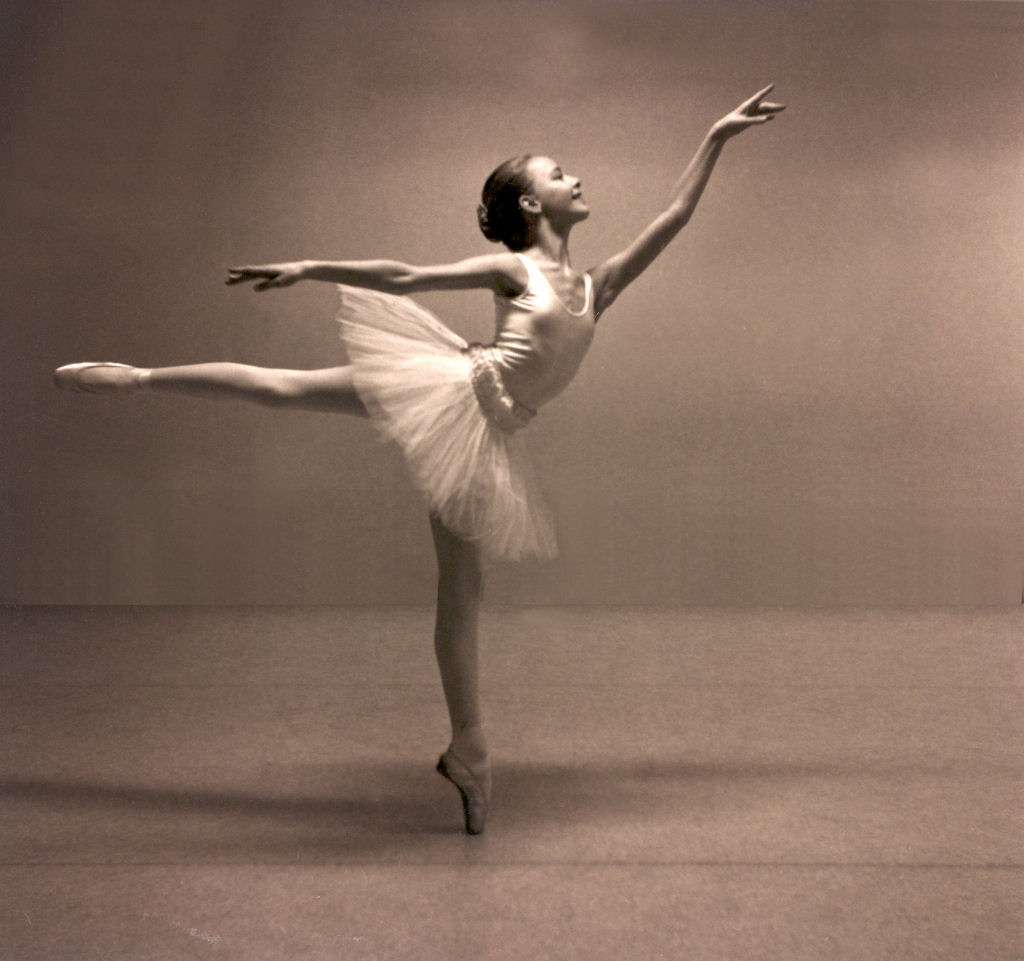
シニヨンの髪型で踊るバレリーナ

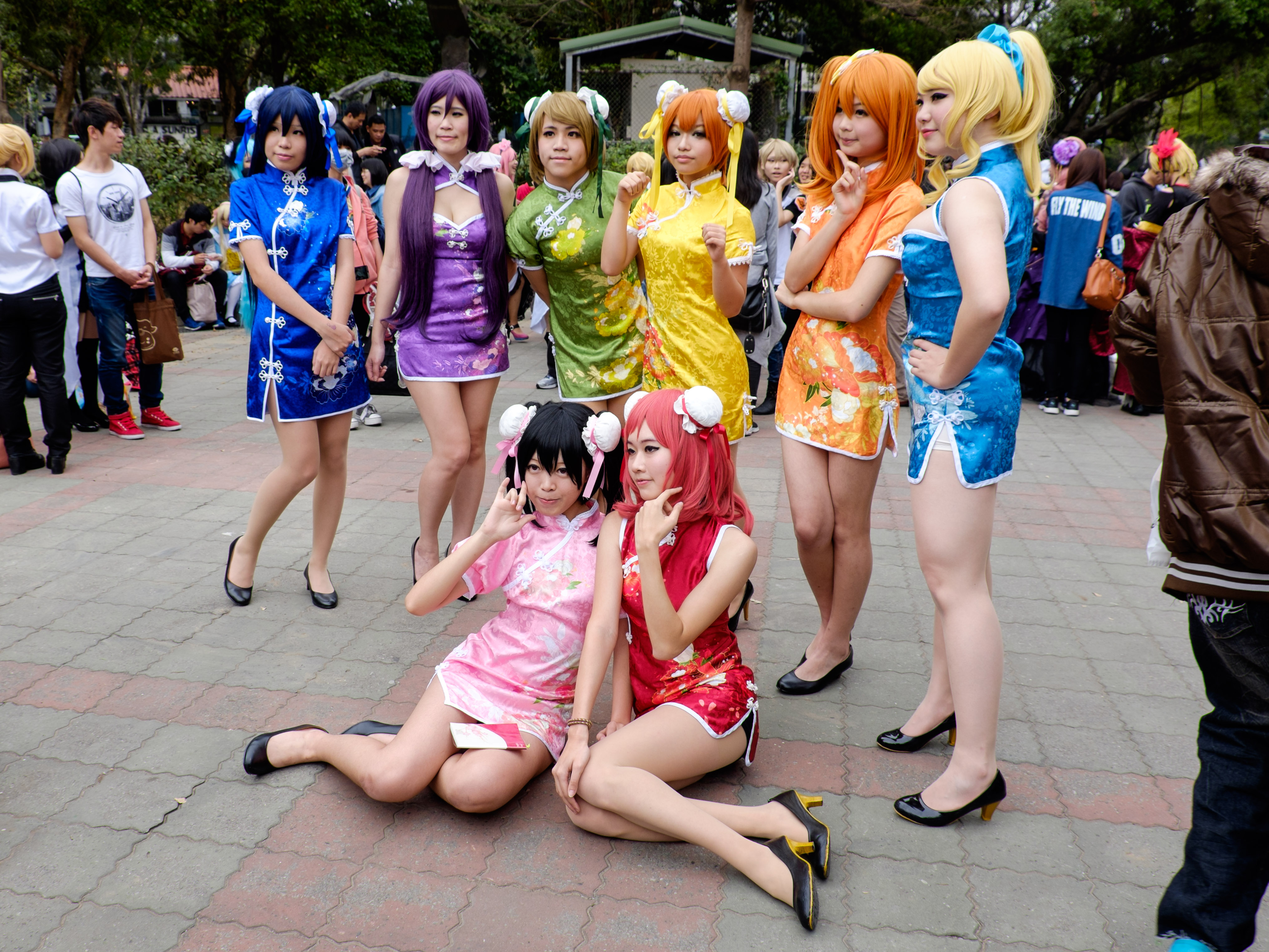
お団子頭のチャイナドレス姿のコスプレイヤー達

日本では、ファッション性より動きやすさを重視した髪型として認知されており、バレリーナや体操、新体操等のアスリート選手がよくこの髪型をしている。
また、清潔感やきちんとした印象を与えやすく、抜け毛が不要に落ちることも少ないため、髪に手を触れることがエチケットに反するとされることの多いビジネスシーンで好まれる髪型の一つである。
飲食店においては、特に調理に携わる者は衛生面の観点からも髪をまとめることを求められるため、動きやすさの実用面と併せて、長髪を手早くアレンジできる髪型の一つとして好まれている。
航空会社においては、肩よりも長い髪の女性客室乗務員やグランドスタッフは、耳の高さを基準にまとめるという社内規定を設けており、シニヨンもしくは夜会巻きにしている。鉄道会社やホテルなどでも同様の規定を設けている会社が多い。

## 歴史
シニヨンは、17世紀にはすでに存在しており、当時は後頭部で丸くまとめてピンでとめる簡単なものであった。
18世紀ではシニヨンを大きくしてボリュームを持たせたものが多くなり、この頃のフランスではあまり上の方に作られていない。
19世紀になると、高い位置で作ったシニヨンを広げるスタイルも見られるようになる。
1920年代にはポピュラーな髪型となっていて、いくつかのバリエーションをみせている。しかし20世紀中頃にはスポーツが一般的になるにつれ、髪をショートにする女性が増えたため長い髪が必要なシニヨンの数は以前よりも減っていった。
1960年代後半から1970年代初頭には、エドワーディアンスタイル（胸を強調し、ウエストを絞って、ふわっと広がったスカートのドレス）の流行によって、それに似合う髪型という形で再びシニヨンも脚光を浴びた。
ファッションショーでは衣装を目立たせるために、髪が衣装にかからないシニヨンが多用されるようになっていく。

### 古代日本・中国
中国の秦・漢時代では丱髪（中国語: 丱发）という髪型がある。
日本や韓国や中国では、団子状、輪っか状、角状など様々な結い方を総じた呼称として總角がある。

### チャイナドレスとシニヨン
中国では、清の時代の満洲族の女性の髪形に、両把頭という髪を二つに分けて団子状に巻いたシニヨンの一種が受け継がれていた。
満州族の女性の正装は、旗装という現代のチャイナドレスの前身となった民族服であり、「チャイナドレスといえば両把頭の女性」という概念は日本人にとって馴染み深い。
漫画・アニメ・ゲームなど、日本国内の各種サブカルチャー作品などにおいても、中国人もしくは中華系のルーツを持つキャラクターの象徴として、女性キャラクターの髪型にチャイナドレスとあわせてシニヨンが採用されることが多い。(らんま1/2のシャンプー、ストリートファイターIIの春麗等)

### 日本のサブカルチャーにおけるシニヨン
髪を動物の耳のように左右で2つのシニヨンにして、残りの長髪をツインテールのように垂らす、という特徴的な髪型のキャラクターとして『美少女戦士セーラームーン』の主人公・月野うさぎがいる。セーラームーンに変身する際は、シニヨンにアクセサリーが付くためより強調され、劇中でも他のキャラクターからツインテールではなく「お団子」「お団子頭」とあだ名で呼ばれている。現実的にこの髪型を作ろうとすると相当な長さが必要であり、原作漫画の2巻で一度シニヨンを解いて身長より長い髪の姿が描かれている。

## シニヨンの例

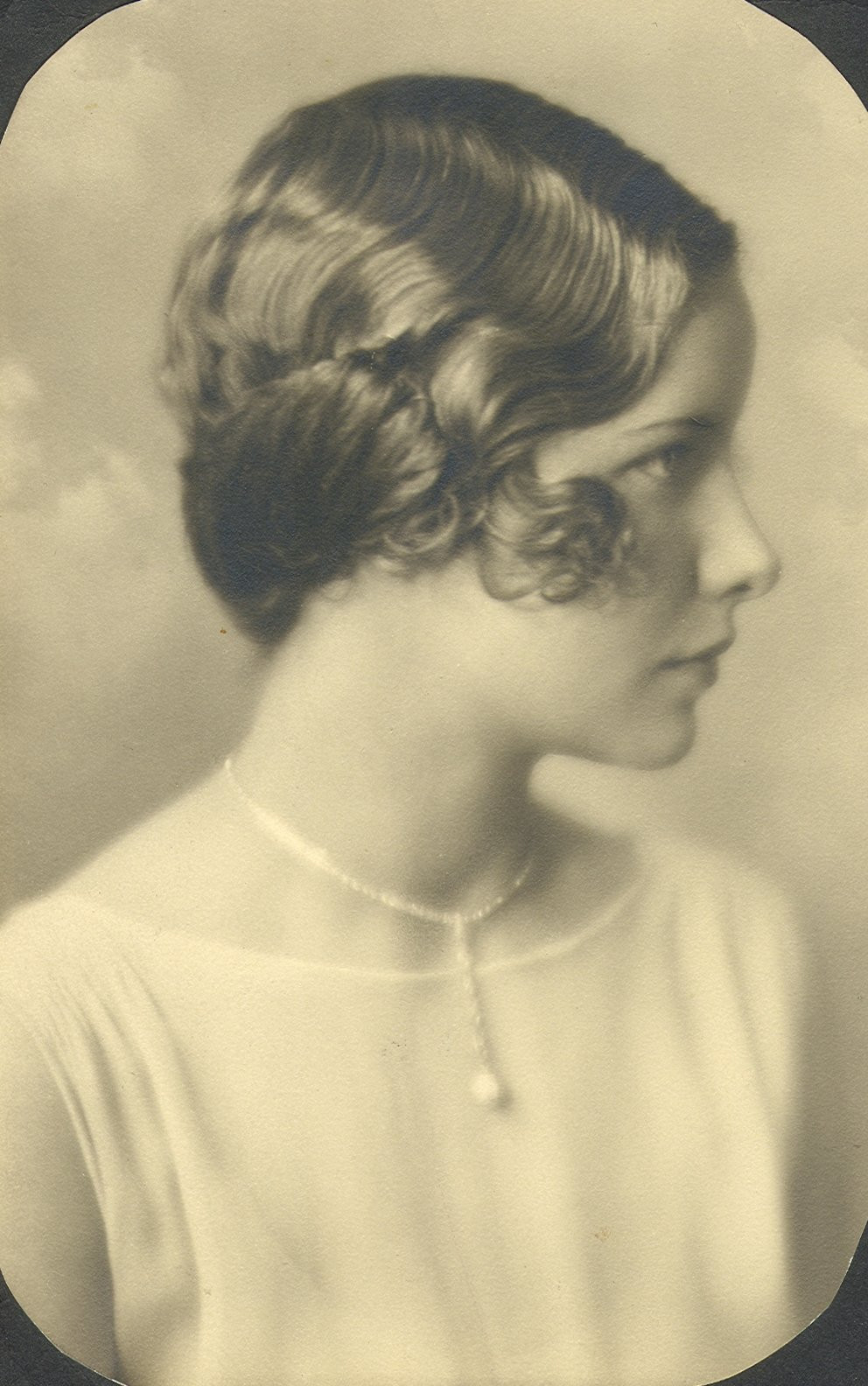
頭側のシニヨン（1920年ごろ）
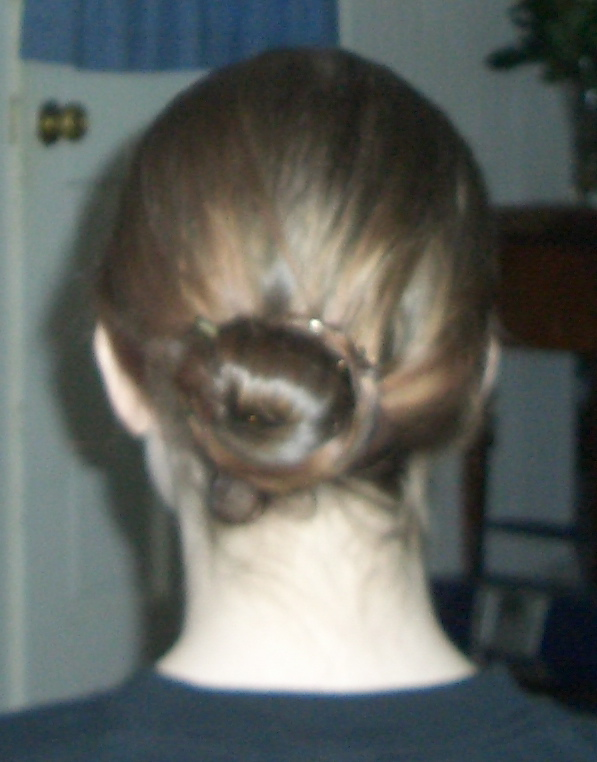
お団子型のシニヨン
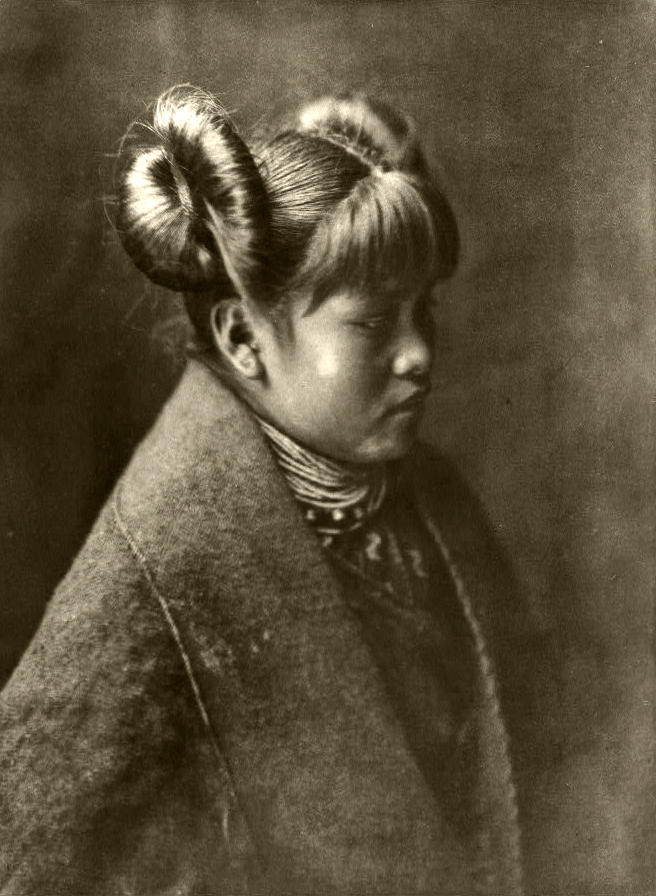
シニヨン2つ